# Veronica miqueliana
Veronica miqueliana är en grobladsväxtart som beskrevs av Takenoshin Nakai. Veronica miqueliana ingår i släktet veronikor, och familjen grobladsväxter. Inga underarter finns listade i Catalogue of Life.

## Bildgalleri

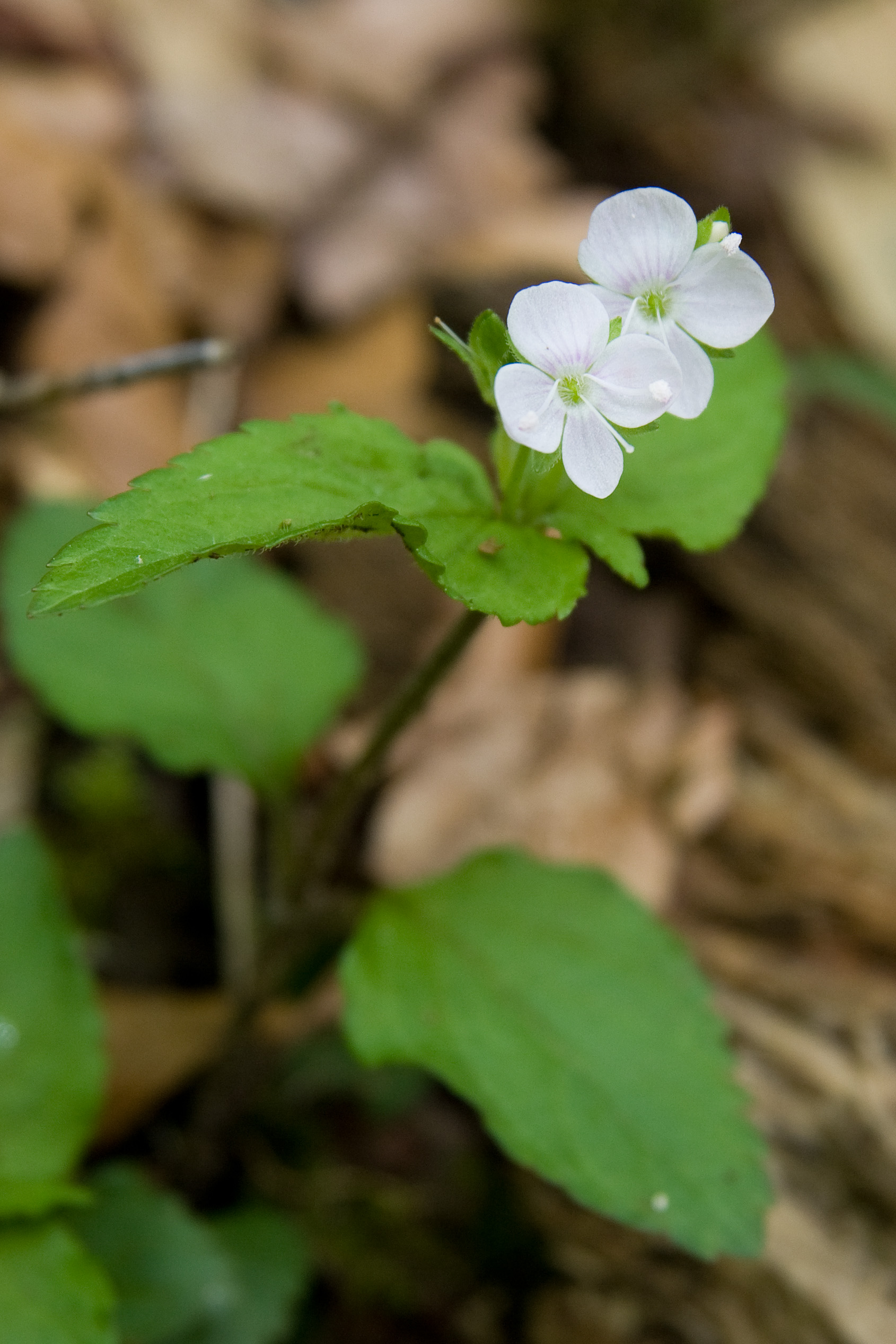